# 鈴木勝彦
鈴木 勝彦（すずき かつひこ、1923年 - 1935年11月3日）は、日本の俳優。昭和初期に活躍した子役の一人。

## 人物・来歴
幼少時に大阪・九条の一座で初舞台を踏む。のちスカウトされ帝国キネマに入社し、曾根純三監督『団子串助漫遊記　発端篇』で映画デビュー。後に新興キネマに移り『鞍馬天狗』『母三人』『不如帰』など子役ながら主役・脇役を問わず多数出演していた。
出演作50本近くを数える人気ぶりであったが、1935年11月、肺炎により死去。満11-12歳（数え年13歳）没。